# Oriol Farrés Juste
Oriol Farrés Juste (Sabadell, 1980) és un filòsof català, doctor en filosofia i professor de la Universitat Autònoma de Barcelona. És conegut per escriure en diaris com Nació Digital i El Punt Avui, i col·laborar en ràdio i televisió. Ha treballat com a professor associat a la Universitat de Girona (UdG) i a l'ensenyament mitjà, i també ha sigut professor consultor a l'Institut d'Alts Estudis Universitaris (IAEU) i professor al Programa de Màsters en Màrqueting i Distribució de la UAB. Les seves àrees de recerca són la retòrica, l'ètica i la filosofia política, temes dels quals ha publicat en llibres i revistes acadèmiques, traduint al català autors com Hannah Arendt i John Rawls, i al castellà Thomas Pogge.

## Publicacions
- Farrés Juste, Oriol. La construccio de la ciutadania republicana (Tesi) (en castellà).  Universitat Autònoma de Barcelona, 2008.
- Farrés i Martínez, Oriol «Asia Oriental y el Pacífico: antes y después de la covid-19». Anuario internacional CIDOB, 1, 2020, pàg. 222–231. ISSN: 1133-2743.
- Farrés Juste, Oriol «Salus populi suprema lex». Revista de bioética y derecho: publicación del Máster en bioética y derecho, 50, 2020, pàg. 5–17. ISSN: 1886-5887.
- Fàbregues, Francesc; Farrés, Oriol «La inmigración en España  -  La inmigración en Europa» (en castellà). Anuario CIDOB de la Inmigración, 02-12-2019. Arxivat de l'original el 2024-07-08. ISSN: 2462-6740 [Consulta: 18 maig 2025].
- Farrés Juste, Oriol «Trazas de la fraternidad». Daimon: revista internacional de filosofía, Extra 7, 2018, pàg. 151–164. ISSN: 1989-4651.
- Farrés Juste, Oriol «La filosofía del derecho de Alexandre Kojève». Doxa: Cuadernos de Filosofía del Derecho, 40, 2017, pàg. 203–222. ISSN: 2386-4702.
- Farrés Juste, Oriol «La filosofia de l'exili d'Eduard Nicol». Enrahonar: an international journal of theoretical and practical reason, 44, 2010, pàg. 51–66. ISSN: 2014-881X.
- Farrés Juste, Oriol «La laicidad en una democracia agonística». La fe en la ciudad secular: laicidad y democracia. Editorial Trotta, 2014, pàg. 119–138.
- Farrés Juste, Oriol «La amistad cívica en Aristóteles: concordia y fraternidad». Anales del seminario de historia de la filosofía, 32, 1, 2015, pàg. 41–67. ISSN: 0211-2337.
- Farrés Juste, Oriol «Romper la caja. ¿Es posible una política sin populismo?». Astrolabio: revista internacional de filosofía, 22, 2018, pàg. 87–100. ISSN: 1699-7549.
- Farrés Juste, Oriol «De vuelta al fin de la historia. Una interpretación ética de la condición posthistórica en Alexandre Kojève». Pensamiento: revista de investigación e Información filosófica, 74, 280, 2018, pàg. 521–540. ISSN: 2386-5822.

## Llibres
- Rawls, John; Gifra, Joan Vergés; Juste, Oriol Farrés. Una Teoria de la justícia.  Documenta Universitaria, 2009. ISBN 978-84-936819-5-1.
- Democracia sin ciudadanos: la construcción de la ciudadanía en las democracias liberales.  Madrid: Trotta, 2012. ISBN 978-84-9879-164-8.